# Coopérative régionale du Nord
La Coopérative régionale du Nord était une entreprise coopérative de consommation, née en 1984 de la fusion des Coopérateurs de Sin-le-Noble et de Denain avec les Coopérateurs d'Escaut et Sambre. Elle reprend les Coopérateurs de Flandre et d'Artois (CFA) en location-gérance en 1985, en vue d'une fusion qui n'aura pas lieu.
Elle devient Nouvelle CRN en 1985. Sa liquidation, prévue dès 1985, est effective en 1988.
La societé (045-750-973) a été radiée du registre du commerce et des sociétés le 17 mars 1992.

## Historique

### Les Coopérateurs de Sin-le-Noble et de Denain
« Avant la 1914, l'esprit coopératif qui régnait au sein de "La Ruche" et constitua l'éveil de la coopération était considéré comme une entreprise révolutionnaire dans biens des milieux »

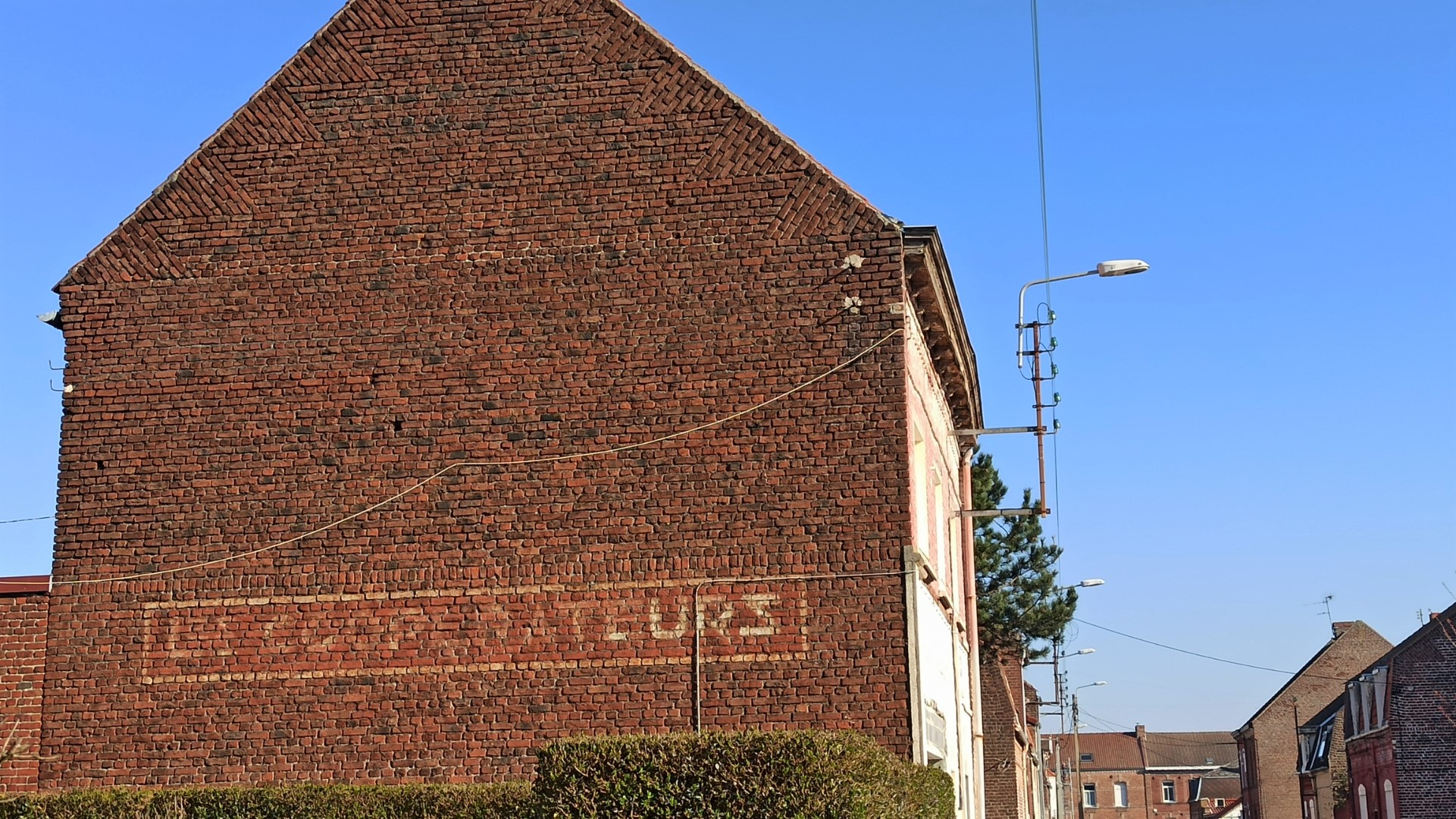
Ancienne coopérative au 32 rue de la Paix à Auberchicourt

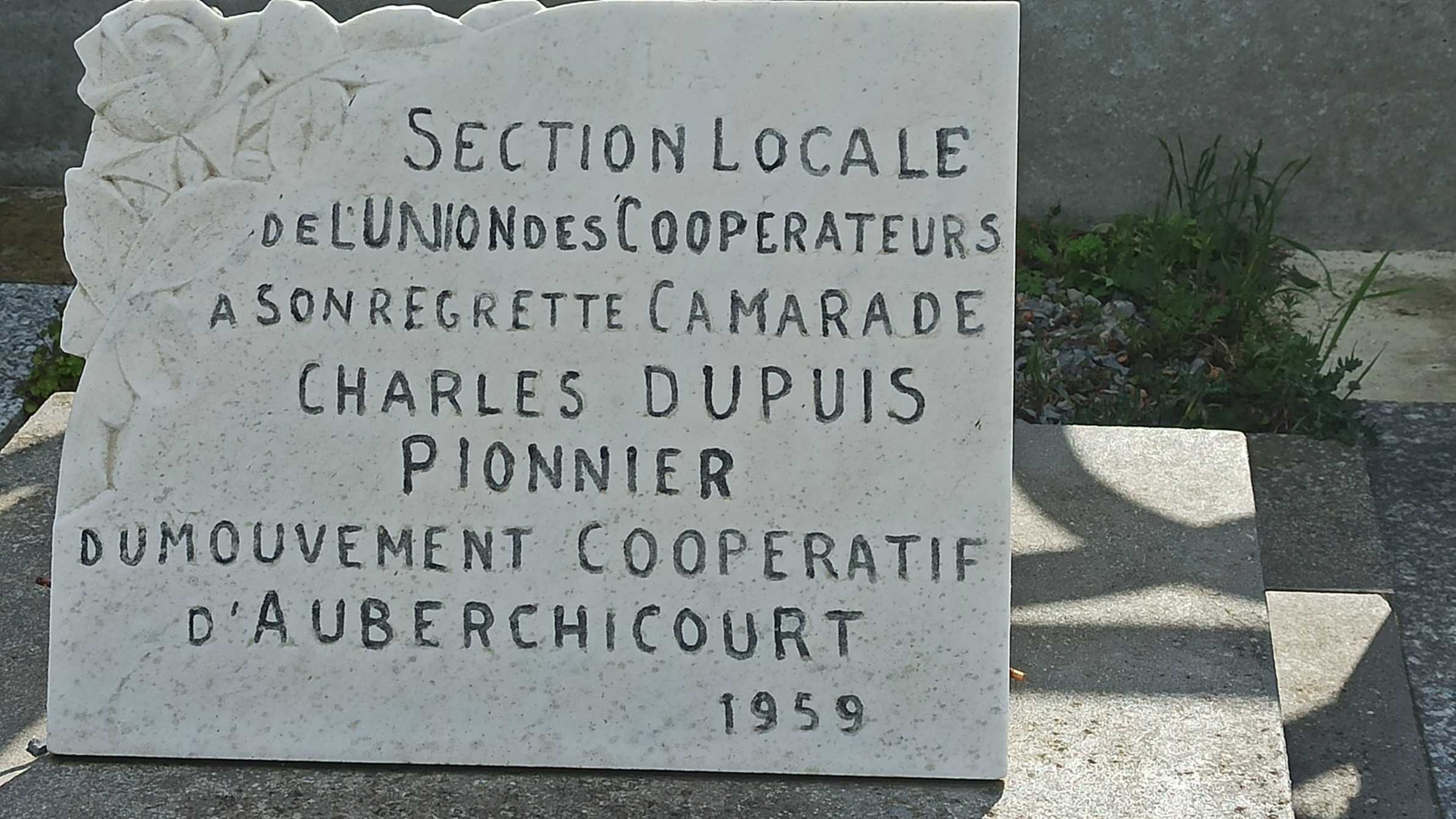
Charles Dupuis - pionnier du mouvement coopératif - 1959 -plaque funéraire au cimetière d'Auberchicourt

La société a pour origine l'Union des Coopérateurs de l'arrondissement de Douai et environs, société anonyme à capital et personnel variables fondée en mars 1918 par Paul Foucault et quelques militants coopérateurs et syndicalistes. Cette coopérative, qui siège à Sin-le-Noble, regroupe progressivement toutes les unions coopératives locales des environs de Douai.
Elle a pour activités, outre le sociétariat, la production et la vente en succursales de petite surface. Dans les années 1970, la société se lance dans la distribution en grande surface avec l'ouverture de supermarchés et des hypermarchés Rond-Point de Liévin et Denain ; mais en raison de la gestion trop lourde, elle ne peut soutenir cette politique, et le front de vente est encore à 75 % de petits magasins au début des années 1980.
Après avoir absorbé en 1980 l'Union des coopérateurs de Denain, la société prend l'appellation globale d'Union des Coopérateurs de Sin-le-Noble et de Denain, siégeant à Sin-le-Noble.
En 1984, la société absorbe les Coopérateurs d'Escaut et Sambre, de Caudry. Le groupement des deux sociétés prend l'appellation de Coopérative régionale du Nord (CRN), et siège à Sin-le-Noble.

### Les Coopérateurs d'Escaut et Sambre
Les Coopérateurs d'Escaut et Sambre sont issus de l'Union des coopérateurs du Cambrésis, société anonyme à capital et personnel variables fondée à Cambrai en novembre 1919. Cette coopérative résulte de la fusion de plusieurs sociétés créées avant la guerre, dont la Caudrésienne de Caudry. Elle a pour activité la production agricole, le commerce de détail à succursales multiples et le sociétariat. La société adopte en 1930 l'appellation d'Union des coopérateurs d'Escaut et Sambre.
Elle absorbe entre 1920 et 1976 une quarantaine de coopératives d'importance variable (de la simple boulangerie ou brasserie coopérative à l'Union des coopérateurs des bassins de la Selle et de la Sambre absorbée en 1976). De 6 000 sociétaires en 1920, elle passe au chiffre de 45 000 en 1939, 65 000 en 1970.

### Les Coopérateurs de Flandre et d'Artois (CFA)
Fondée en 1919 sous le nom "Union des coopérateurs d'Hondschoote", la société fusionne avec d'autres coopératives et prend son nom de Coopérateurs de Flandre et d'Artois (CFA) en 1931. Avant la guerre de 1939, CFA est l'une des premières coopératives de consommation en France. CFA est liquidée définitivement en 1987, après une tentative de fusion avec la Coopérative régionale du Nord (CRN).